# Indonesië op de Olympische Spelen
Indonesië is een van de landen die deelneemt aan de Olympische Spelen. Indonesië debuteerde op de Zomerspelen van 1952. Het heeft nog nooit deelgenomen aan de Winterspelen.
Parijs 2024 was voor Indonesië voor de zeventiende deelname aan de Zomerspelen.

## Medailles en deelnames
Er werden 40 medailles behaald. Deze werden in het badminton (22), gewichtheffen (16) en boogschieten en klimsport behaald.
De eerste medaille voor Indonesië was een zilveren en werd behaald door het vrouwen handboogteam op de Spelen van 1988. Vijf deelnemers zijn meervoudig medaillewinnaar. Gewichtheffer Eko Yuli Irawan won er vier. Gewichthefster Raema Lisa Rumbewas won er drie, zij kreeg haar derde pas toegewezen na latere diskwalificaties. De badmintonsters Susi Susanti en Liliyana Natsir en gewichtheffer Triyatno wonnen ieder twee medailles.
Mia Audina behaalde voor Indonesië uitkomend in 1996 haar eerste medaille, op de Spelen van 2004 won ze zilver voor Nederland uitkomend.

### Overzicht
De tabel geeft een overzicht van de jaren waarin werd deelgenomen, het aantal gewonnen medailles en de eventuele plaats in het medailleklassement.
| Jaar   | Goud · | Zilver · | Brons · | Totaal | Rang |
| 1952   | 0      | 0        | 0       | 0      | -    |
| 1956   | 0      | 0        | 0       | 0      | -    |
| 1960   | 0      | 0        | 0       | 0      | -    |
| 1964   | -      | -        | -       | -      | -    |
| 1968   | 0      | 0        | 0       | 0      | -    |
| 1972   | 0      | 0        | 0       | 0      | -    |
| 1976   | 0      | 0        | 0       | 0      | -    |
| 1980   | -      | -        | -       | -      | -    |
| 1984   | 0      | 0        | 0       | 0      | -    |
| 1988   | 0      | 1        | 0       | 1      | 36   |
| 1992   | 2      | 2        | 1       | 5      | 24   |
| 1996   | 1      | 1        | 2       | 4      | 41   |
| 2000   | 1      | 3        | 2       | 6      | 38   |
| 2004   | 1      | 1        | 2       | 4      | 48   |
| 2008   | 1      | 1        | 4       | 6      |      |
| 2012   | 0      | 2        | 1       | 3      |      |
| 2016   | 1      | 2        | 0       | 3      | 46   |
| 2020   | 1      | 1        | 3       | 5      | 55   |
| 2024   | 2      | 0        | 1       | 3      | 39   |
| Totaal | 10     | 14       | 16      | 40     | -    |

2008: van oorspronkelijk 1-1-3 aangepast naar 1-1-4
2012: van oorspronkelijk 0-1-1 aangepast naar 0-2-1

### Per deelnemer
| Editie | Sport         | Olympiërs                                            | Onderdeel                  | Medaille |
| ------ | ------------- | ---------------------------------------------------- | -------------------------- | -------- |
| 1988   | Boogschieten  | Lilies Handayani Nurfitriyana Saiman Kusuma Wardhani | team (v)                   | Zilver   |
| 1992   | Badminton     | Alan Budikusuma                                      | enkelspel (m)              | Goud     |
| 1992   | Badminton     | Ardy Wiranata                                        | enkelspel (m)              | Zilver   |
| 1992   | Badminton     | Hermawan Susanto                                     | enkelspel (m)              | Brons    |
| 1992   | Badminton     | Rudy Gunawan Eddy Hartono                            | dubbelspel (m)             | Zilver   |
| 1992   | Badminton     | Susi Susanti                                         | enkelspel (v)              | Goud     |
| 1996   | Badminton     | Rexy Mainaky Ricky Subagja                           | dubbelspel (m)             | Goud     |
| 1996   | Badminton     | Antonius Ariantho Denny Kantono                      | dubbelspel (m)             | Brons    |
| 1996   | Badminton     | Mia Audina                                           | enkelspel (v)              | Zilver   |
| 1996   | Badminton     | Susi Susanti                                         | enkelspel (v)              | Brons    |
| 2000   | Badminton     | Hendrawan                                            | enkelspel (m)              | Brons    |
| 2000   | Badminton     | Tony Gunawan Candra Wijaya                           | dubbelspel (m)             | Goud     |
| 2000   | Badminton     | Tri Kusharjanto Minarti Timur                        | gemengd dubbelspel         | Zilver   |
| 2000   | Gewichtheffen | Raema Lisa Rumbewas                                  | vlieggewicht (-48 kg) (v)  | Zilver   |
| 2000   | Gewichtheffen | Sri Indriyani                                        | vlieggewicht (-48 kg) (v)  | Brons    |
| 2000   | Gewichtheffen | Winarni Binti Slamet                                 | vedergewicht (-53 kg) (v)  | Brons    |
| 2004   | Badminton     | Taufik Hidayat                                       | enkelspel (m)              | Goud     |
| 2004   | Badminton     | Sony Dwi Kuncoro                                     | enkelspel (m)              | Brons    |
| 2004   | Badminton     | Eng Hian Flandy Limpele                              | dubbelspel (m)             | Brons    |
| 2004   | Gewichtheffen | Raema Lisa Rumbewas                                  | vedergewicht (-53 kg) (v)  | Zilver   |
| 2008   | Badminton     | Markis Kido Hendra Setiawan                          | dubbelspel (m)             | Goud     |
| 2008   | Badminton     | Liliyana Natsir Novo Widianto                        | gemengd dubbelspel         | Zilver   |
| 2008   | Badminton     | Maria Kristin Yulianti                               | enkelspel (v)              | Brons    |
| 2008   | Gewichtheffen | Eko Yuli Irawan                                      | bantamgewicht (-56 kg) (m) | Brons    |
| 2008   | Gewichtheffen | Triyatno                                             | vedergewicht (-62 kg) (m)  | Brons    |
| 2008   | Gewichtheffen | Raema Lisa Rumbewas                                  | vedergewicht (-53 kg) (v)  | *        |
| 2012   | Gewichtheffen | Eko Yuli Irawan                                      | vedergewicht (-62 kg) (m)  | Brons    |
| 2012   | Gewichtheffen | Triyatno                                             | lichtgewicht (-69 kg) (m)  | Zilver   |
| 2012   | Gewichtheffen | Citra Febrianti                                      | vedergewicht (-53 kg) (v)  | *        |
| 2016   | Badminton     | Liliyana Natsir Tontowi Ahmad                        | gemengd dubbelspel         | Goud     |
| 2016   | Gewichtheffen | Eko Yuli Irawan                                      | vedergewicht (-62 kg) (m)  | Brons    |
| 2016   | Gewichtheffen | Sri Wahyuni Agustiani                                | vlieggewicht (-48 kg) (v)  | Brons    |
| 2020   | Badminton     | Greysia Polii Apriyani Rahayu                        | dubbelspel (v)             | Goud     |
| 2020   | Badminton     | Anthony Sinisuka Ginting                             | enkelspel (m)              | Brons    |
| 2020   | Gewichtheffen | Eko Yuli Irawan                                      | bantamgewicht (-61 kg) (m) | Zilver   |
| 2020   | Gewichtheffen | Rahmat Erwin Abdullah                                | lichtgewicht (-73 kg) (m)  | Brons    |
| 2020   | Gewichtheffen | Windy Cantika Aisah                                  | vlieggewicht (-48 kg) (v)  | Brons    |

* Deze medailles werden in een later stadium alsnog toegewezen.
Afghanistan · Albanië · Algerije · Amerikaans-Samoa · Amerikaanse Maagdeneilanden · Andorra · Angola · Antigua en Barbuda · Argentinië · Armenië · Aruba · Australië · Azerbeidzjan · Bahama's · Bahrein · Bangladesh · Barbados · België · Belize · Benin · Bermuda · Bhutan · Bolivia · Bosnië en Herzegovina · Botswana · Brazilië · Britse Maagdeneilanden · Brunei · Bulgarije · Burkina Faso · Burundi · Cambodja · Canada · Centraal-Afrikaanse Republiek · Chili · China · Chinees Taipei · Colombia · Comoren · Congo-Brazzaville · Congo-Kinshasa · Cookeilanden · Costa Rica · Cuba · Cyprus · Denemarken · Djibouti · Dominica · Dominicaanse Republiek · Duitsland · Ecuador · Egypte · El Salvador · Equatoriaal-Guinea · Eritrea · Estland · Ethiopië · Fiji · Filipijnen · Finland · Frankrijk · Gabon · Gambia · Georgië · Ghana · Grenada · Griekenland · Groot-Brittannië · Guam · Guatemala · Guinee · Guinee-Bissau · Guyana · Haïti · Honduras · Hongarije · Hongkong · Ierland · IJsland · India · Indonesië · Irak · Iran · Israël · Italië · Ivoorkust · Jamaica · Japan · Jemen · Jordanië · Kaaimaneilanden · Kaapverdië · Kameroen · Kazachstan · Kenia · Kirgizië · Kiribati · Koeweit · Kosovo · Kroatië · Laos · Lesotho · Letland · Libanon · Liberia · Libië · Liechtenstein · Litouwen · Luxemburg · Madagaskar · Malawi · Malediven · Maleisië · Mali · Malta · Marokko · Marshalleilanden · Mauritanië · Mauritius · Mexico · Micronesië · Moldavië · Monaco · Mongolië · Montenegro · Mozambique · Myanmar · Namibië · Nauru · Nederland · Nepal · Nicaragua · Nieuw-Zeeland · Niger · Nigeria · Noord-Korea · Noord-Macedonië · Noorwegen · Oeganda · Oekraïne · Oezbekistan · Oman · Oost-Timor · Oostenrijk · Pakistan · Palau · Palestina · Panama · Papoea-Nieuw-Guinea · Paraguay · Peru · Polen · Portugal · Puerto Rico · Qatar · Roemenië · Rusland · Rwanda · Saint Kitts en Nevis · Saint Lucia · Saint Vincent en de Grenadines · Salomonseilanden · Samoa · San Marino · Saoedi-Arabië · Sao Tomé en Principe · Senegal · Servië · Seychellen · Sierra Leone · Singapore · Slovenië · Slowakije · Somalië · Spanje · Sri Lanka · Soedan · Suriname · Swaziland · Syrië · Tadzjikistan · Tanzania · Thailand · Togo · Tonga · Trinidad en Tobago · Tsjaad · Tsjechië · Tunesië · Turkije · Turkmenistan · Tuvalu · Uruguay · Vanuatu · Venezuela · Verenigde Arabische Emiraten · Verenigde Staten · Vietnam · Wit-Rusland · Zambia · Zimbabwe · Zuid-Afrika · Zuid-Korea · Zuid-Soedan · Zweden · Zwitserland
Historische landen: Bohemen · Bondsrepubliek Duitsland · Brits-Indië · Duitse Democratische Republiek · Joegoslavië · Malaya · Nederlandse Antillen · Noord-Borneo · Noord-Jemen · Saarland · Servië en Montenegro · Sovjet-Unie · Tsjecho-Slowakije · West-Indische Federatie · Zuid-Jemen
Bijzondere deelnames: Onafhankelijke olympische atleten · Vluchtelingenteam 
 Australazië · Duits Eenheidsteam · Gemengd team · Gezamenlijk Team